# Luka Špik
Luka Špik, slovenski osebni trener in nekdanji veslač, * 9. februar 1979, Kranj, SR Slovenija.

## Življenjepis
Njegova mati je bila atletinja. Končal je srednjo lesarsko šolo in bil zaposlen v športni enoti na ministrstvu za notranje zadeve. 
S petnajstimi leti je prvič nastopil na tekmovanju in sicer na mladinskem svetovnem prvenstvu. Leta 1994 je v Münchnu dosegel šesto mesto.
Na OI v Pekingu 2008 sta z Iztokom Čopom osvojila zadnje (6.) mesto v finalu dvojnih dvojcev. S Čopom sta leta 2012 v dvojnem dvojcu nastopila tudi na Poletnih olimpijskih igrah v Londonu, kjer sta osvojila bronasto medaljo.
Leta 2015 je zaključil veslaško kariero. Je osebni trener v Londonu.

## Športna kariera
Veslal je za Veslaški klub Bled, njegov trener je Miloš Janša.

### Največji uspehi
- srebro na svetovnem prvenstvu v Etonu, Velika Britanija (veslanje, dvojni dvojec) (+ Iztok Čop)
- zlato na svetovnem prvenstvu v Gifuju, Japonska (veslanje, dvojni dvojec) (+ Iztok Čop)
- srebro na svetovnem prvenstvu v Gifuju, Japonska (veslanje, dvojni četverec) (+ Iztok Čop, Matej Prelog, Davor Mizerit)
- srebro na OI v Atenah 2004 (veslanje, dvojni dvojec) (+ Iztok Čop)
- zlato na OI v Sydneyju 2000 (veslanje, dvojni dvojec) (+ Iztok Čop)
- zlato na svetovnem prvenstvu v St. Catharines, Kanada (veslanje, dvojni dvojec) (+ Iztok Čop)
- bron na OI v Londonu 2012 (veslanje, dvojni dvojec) (+ Iztok Čop)